# رباط سوسة
```
رباط سوسة
 هو 
رباط
 في مدينة 
سوسة
، 
تونس
. يعود البناء الأصلي إلى عصر 
الأغالبة
 في القرن الثامن.
```

## التاريخ والوصف
تم بناء الرباط في البداية من قبل الحاكم الأغلبي إبراهيم الأكبر في القرن الثامن. خلال هذا الوقت، كان المبنى بهيكل متواضع. تم ترميمه خلال حكم زياد الله في 821، الذي أمر بتوسيع كبير للقلعة. أثناء الترميم، تم إضافة طابقين، طابق أرضي وأسوار ذات فتحات، بالإضافة إلى ثلاثين غرفة ليعيش فيها الحراس كاملة مع الحمام والمرحاض. كما تم إنشاء مسجد على السطيحة حيث يصلي فيه مواطنو سوسة خاصة خلال عيد الفطر أو عيد الأضحى. ويعتبر من بين المساجد الأولى التي شيدت في المدينة، بما في ذلك المسجد الكبير بسوسة. كما تم تجهيز الرباط بحوض ماء يجمع مياه الأمطار لاستخدامها في الشرب والغسيل. تم بناء الحوض لأول مرة من قبل إبراهيم العظيم، والذي تم توسيعه لاحقًا بواسطة زياد الله. تم بناء الرباط بعد أقل من 10 سنوات من رباط المنستير، الذي تم بناؤه لأول مرة عام 796. ومع ذلك، تغير شكل رباط المنستير إلى الشكل الحالي في وقت لاحق في حوالي القرن العاشر. بعد الاستيلاء على مدينة «ميليت» البيزنطية (المدينة الحديثة في مالطا) من قبل الأغالبة عام 870، تم استخدام الرخام والأعمدة المنهوبة من كنائسها لبناء الرباط.

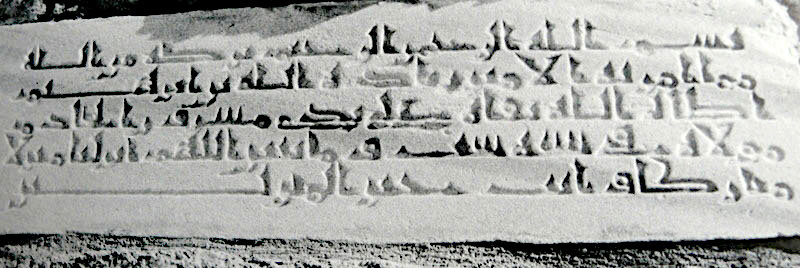
الخرطوشة

 في الخرطوشة المستطيلة داخل الرباط على واجهة الرواق الشرقية، آيات من القرآن الكريم، ثم: 

## معرض الصور

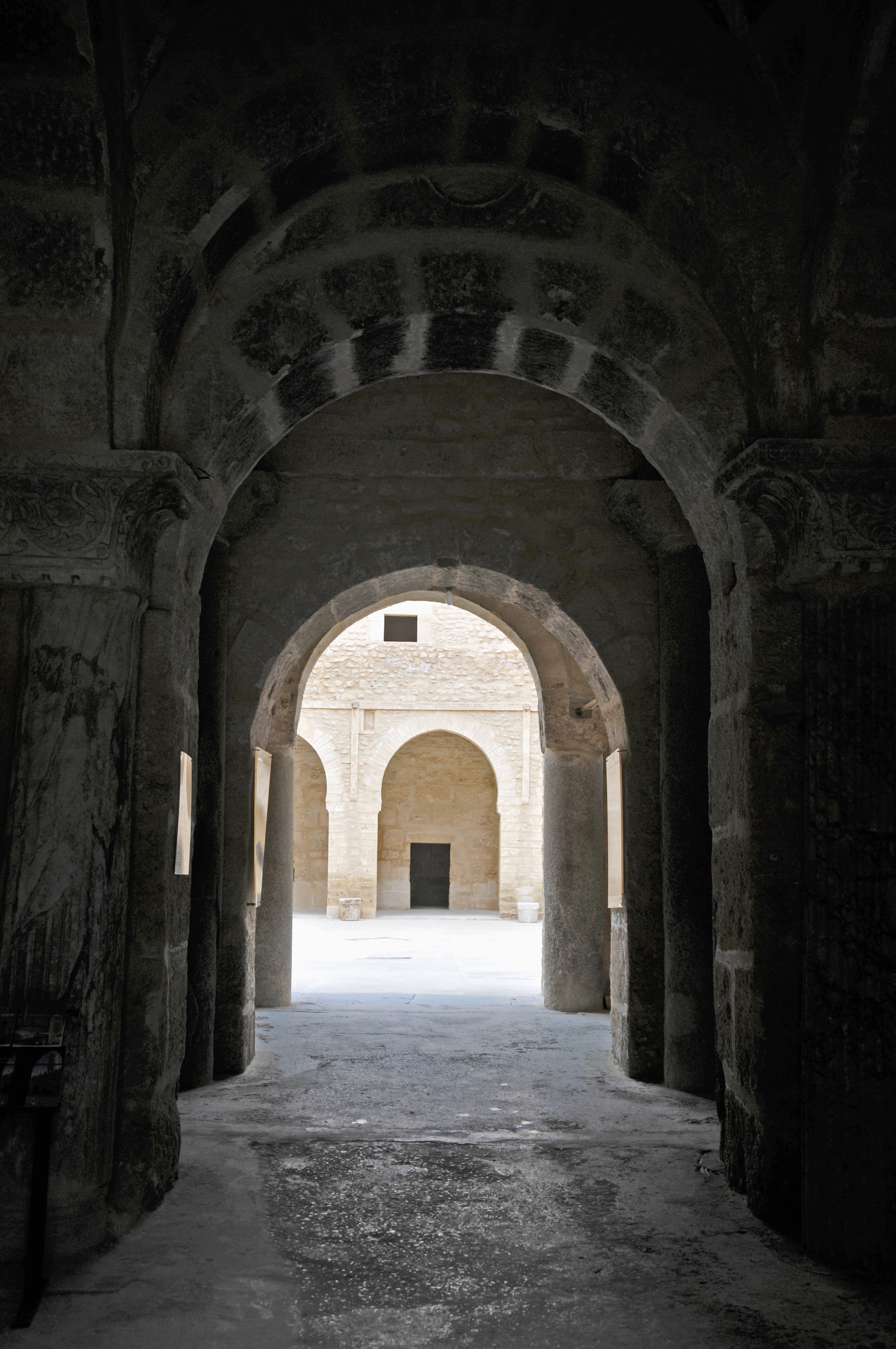
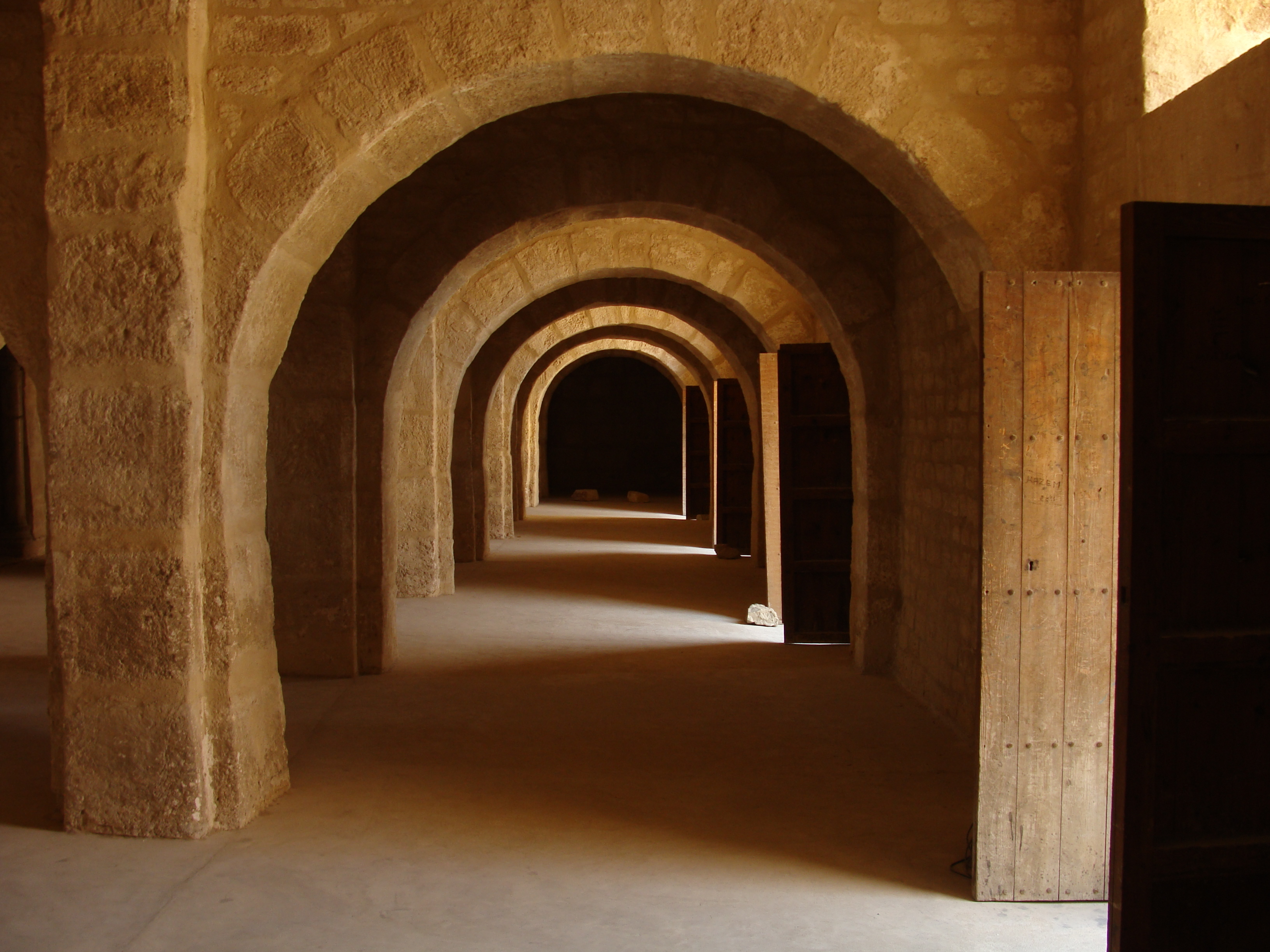
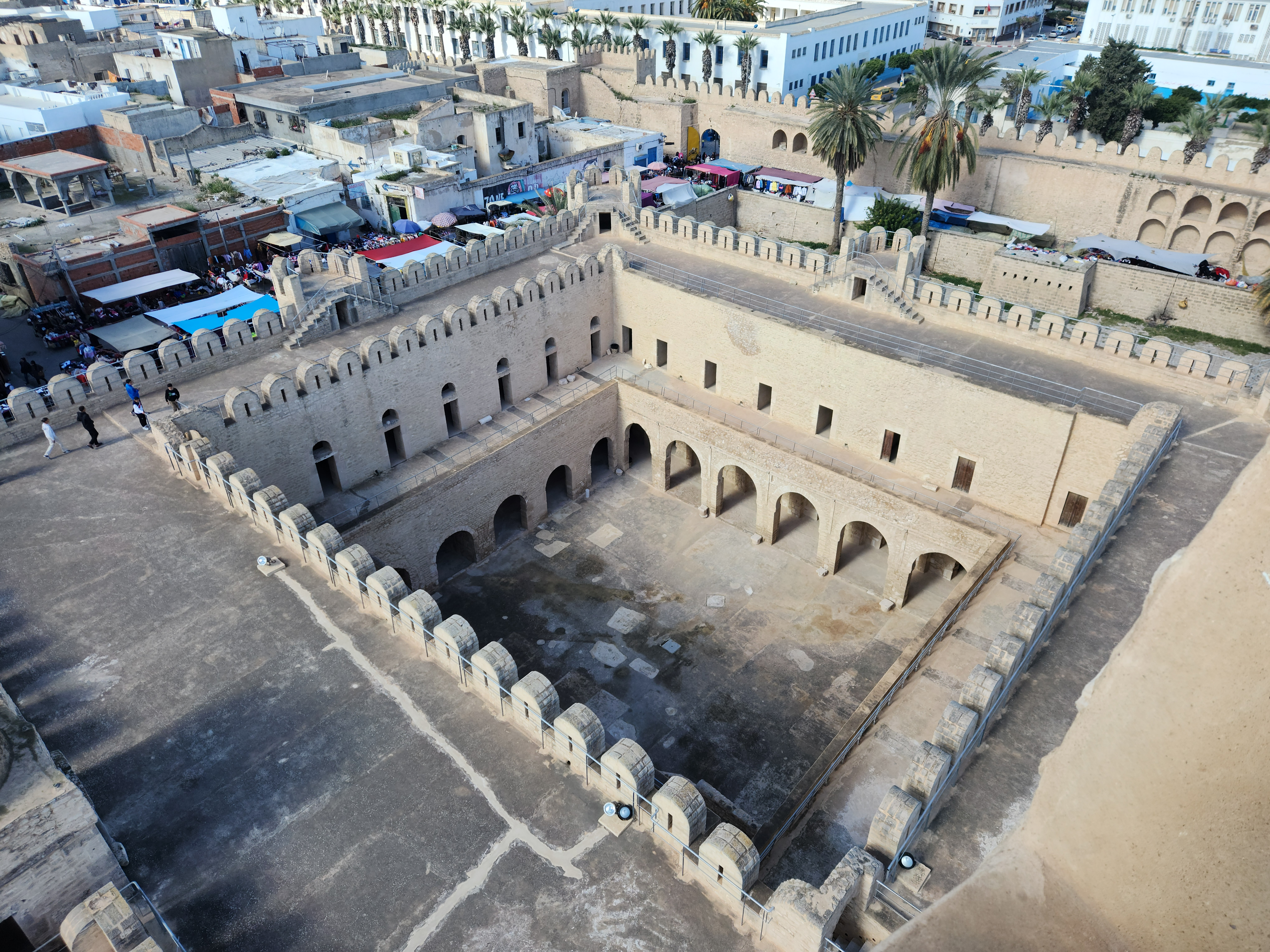